# Poliábolo
En matemática recreativa, un poliábolo (también conocido como politán) es una poliforma con un triángulo rectángulo isósceles como forma base.

## Nomenclatura
El nombre poliábolo es una formación posterior a partir de la palabra que designa al juego infantil del 'diábolo', a pesar de que la forma resultante de unir dos triángulos por dos vértices opuestos no es un poliábolo propiamente dicho. Por una falsa analogía, tratando el "di-"  de la palabra diábolo con el significado de "dos", los poliábolos de 1 a 10 células se denominan respectivamente: monóbolos, diábolos, triábolos, tetrábolos, pentábolos, hexábolos, heptábolos, octábolos, eneábolos, y decábolos.
El nombre politán, ideado por Henri Picciotto,  alude a la antigua distracción china del tangram.

## Enumeración combinatoria
Hay dos maneras en las que un cuadrado es un poliábolo (formado por dos triángulos rectángulos isósceles opuestos por sus hipotenusas), pero los poliábolos se consideran equivalentes si tienen las mismas fronteras. Así mismo, los triángulos que forman un poliábolo necesariamente deben tener al menos un lado en común con algún otro triángulo, y los lados en contacto deben de ser de igual longitud (es decir, no se permite que hipotenusas y catetos estén en contacto). El número de poliábolos no equivalentes compuestos de 1, 2, 3, … triángulos es de 1, 3, 4, 14, 30, 107, 318, 1116, 3743, … (sucesión A006074 en OEIS).
Aquellos poliábolos limitados estrictamente en el plano y que no pueden ser superpuestos mediante rotación se denominan "de un lado" (en este caso, se debe imaginar que los triángulos fuesen baldosas, con una cara barnizada de un color, y la cara trasera de otro; en este supuesto, se obliga a que los poliábolos se construyan de forma que todos los triángulos muestren exclusivamente caras del mismo color, es decir, "de un lado"). El número de poliábolos "de un lado" compuestos de 1, 2, 3, … triángulos es 1, 4, 6, 22, 56, 198, 624, 2182, 7448, … (sucesión A151519 en OEIS).
Se puede comprobar que si a los números de la segunda serie (poliábolos "de un lado") se les restan los correspondientes de la primera (poliábolos), se obtiene en cada caso el número de tipos de poliábolos que no poseen ningún eje de simetría.
Al igual que en un poliominó, un poliábolo que no puede ser superpuesto con otro (ni por rotación ni por traslación) se denomina fijo. Un poliábolo sin simetrías (ni por rotación ni por reflexión) se corresponde con 8 poliábolos distintos fijos (cuatro giros de 90° por dos simetrías: horizontal y vertical).
Se denomina poliábolo no-simplemente conexo al que tiene uno o más agujeros en su interior. El valor más pequeño de n para que un n-ábolo sea no-simplemente conexo es de 7.

## Recubrimiento de rectángulos con copias de un único poliábolo

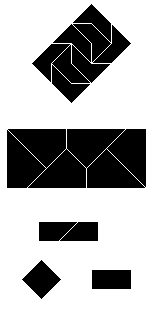
Recubrimiento de rectángulos con poliábolos.

En 1968, David A. Klarner definió el orden de un poliominó. De modo parecido, el orden de un poliábolo P puede ser definido como el número mínimo de copias congruentes de P que deben utilizarse (permitiendo traslación, rotación, y reflexión) para formar un rectángulo.
Un poliábolo tiene orden 1 si y sólo si se es un rectángulo. Poliábolos de orden 2 son también fácilmente reconocibles. Solomon W. Golomb halló poliábolos, incluyendo un triábolo, de orden 8. Michael Reid encontró un heptábolo de orden 6. Órdenes más altos son posibles.

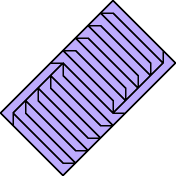
Un poliábolo de orden 20.